# Wejdene
Le texte peut changer fréquemment, n’est peut-être pas à jour et peut manquer de recul. 
Le titre et la description de l'acte concerné reposent sur la qualification juridique retenue lors de la rédaction de l'article et peuvent évoluer en même temps que celle-ci.
Wejdene est une chanteuse de RnB et rappeuse française connue sous ce mononyme et née sous le nom complet de Wejdene Chaïb le 23 avril 2004 à Saint-Denis (Seine-Saint-Denis).
Elle accède à la notoriété en 2020 avec Anissa, massivement partagé sur le réseau social TikTok et certifié single de platine. Son premier album, intitulé 16, sort en septembre 2020.

## Biographie

### Premiers pas
Wejdene Chaïb naît le 23 avril 2004 à Saint-Denis en Seine-Saint-Denis, puis passe une partie de son enfance à La Courneuve, avant que sa famille ne s'installe à Brunoy en Essonne. D'origine tunisienne, elle grandit dans une famille de quatre enfants,. Sa mère est aide-soignante et son père, Badra Zarzis, est chanteur et multi-instrumentiste ; elle chante avec lui depuis son plus jeune âge. Autodidacte, elle écrit ses propres textes.
Wejdene ouvre un compte Instagram au début de l'année 2019. Elle y est repérée en novembre par son futur manager Dadoué Blazi, dit Feuneu, producteur pour le label Guette Music et originaire du même quartier. Il produit le mois suivant son premier single, J'attends, suivi en février 2020 par J'peux dead.

### Anissaet premier album (2020-2021)
Wejdene publie en avril 2020 sur TikTok une première vidéo de sa chanson Anissa. Elle propose un défi à ses abonnés, mais la communauté en propose un autre basé sur une reprise des paroles et une chorégraphie qui est reproduit par près de 900 000 utilisateurs en quelques mois. Son buzz s'exporte sur les plateformes de streaming et elle le clippe fin mai,. Un mois après, le 30 juin, Anissa est certifié disque d'or,, puis disque de platine à la mi-août. La chanson évoque une tromperie amoureuse avec une cousine prénommée Anissa, inspirée d'une de ses relations. Sur des sonorités RnB, les paroles sont simples, avec parfois des fautes de syntaxe, ce qui lui vaut de multiples comparaisons avec Aya Nakamura ; l'accroche « Tu hors de ma vue » devient un mème,.
Elle signe avec le label Caroline, composante d'Universal Music Group, à la mi-juin 2020. Le 19 août, elle sort son quatrième titre, Coco et invite Just Riadh à jouer le rôle de son petit ami dans le clip,,. Il effectue le deuxième meilleur démarrage pour une chanson en français sur YouTube, après Au DD de PNL, puis est certifié or le mois suivant.
Son premier album 16 sort le 25 septembre 2020 ; le titre est une référence à son âge, qu'elle gardait secret jusqu'alors. Il est composé de douze pistes, sans featuring, pour une durée d'une demi-heure. Il totalise 17 000 ventes lors de la première semaine.
Elle est ensuite présente sur l'album Loin du monde de Jul, sur le titre Loin de tout. Au mois de mars 2021, une nouvelle collaboration avec Jul est annoncée. En avril 2021 sort la réédition, augmentée, de son album 16. Annoncé initialement pour le 9 avril, il sort une semaine plus tôt, dans la précipitation, en raison d’une fuite. Il compte désormais 19 titres et s’intitule 16 ou pas. La collaboration, avec Jul, annoncée en mars, se concrétise donc pour de bon sur cet album. Le titre s’intitule Single d’or,. Présent aussi sur cet album, Hatik collabore avec elle sur le titre Dans ma bulle, « une complainte romantique ».
Le 20 août 2021, elle sort un nouveau single appelé Ta Gow. Son clip sort quelques jours plus tard avec la participation de Maeva Ghennam.

### Glow Up: du succès au «flop» (2022)
Quelques semaines avant la sortie de l'album Glow Up, Feuneu (son producteur et manager), arrête la musique et décide de se repentir et de se tourner vers la religion après le meurtre de son « petit frère » de 19 ans, Ariel,. Le rappeur YKM, l'ex-compagnon de Wejdene, est accusé de meurtre de son meilleur ami dans la cité sensible des Hautes-Mardelles à Brunoy,. Après ce drame, Wejdene annonce avoir besoin de prendre du recul en octobre 2022.
Le 16 décembre 2022, elle sort son nouvel album Glow Up. L'album est composé de deux parties : une partie « bon mood » (bonne humeur) et une partie « bad mood » (mauvaise humeur). Malgré la promotion de ce nouvel album, il n'obtient pas le succès escompté,.
En se positionnant à la 106e place, l'album fait moins de 1 400 ventes en première semaine contre 17 000 ventes pour l'album 16 en 2020.

### Nouvel EP: changement de direction artistique (2024)
Le 9 février 2024, elle sort un EP intitulé « W » dédié au R&B incluant Dadju et Monsieur Nov.

### Le retour (2025)
En avril 2025, Wejdene est de retour après plusieurs mois sans sortie de single. Le 25 avril 2025, elle dévoile le single Dans tes bras, une chanson d'amour, dans laquelle la chanteuse déclare sa flamme. Le titre devient viral sur les réseaux sociaux et est utilisé dans plus de 2000 vidéos TikTok avant même sa sortie.

## Vie privée
En avril 2024, Wejdene officialise son couple avec le rappeur Koba LaD.

## Affaire judiciaire
Le 25 juin 2025, Tessa, âgée de 25 ans, et sa soeur, portent plainte contre X pour menaces et cyberharcèlement, évoquant des pressions par l'entourage de Koba LaD, dont Wejdene, pour aligner le témoignage de Tessa sur celui de Koba LaD à l'occasion de l'affaire judicaire de la mort de William Dogbey.
Tessa affirme que la chanteuse lui aurait soufflé une version des faits la veille de son audition devant les enquêteurs. Tessa confirmera cette version d’un accident causé par une crevaison à 90 km/h. Cependant, ce récit sera contredit par les expertises en accidentologie, qui révéleront des vitesses largement supérieures et une conduite dangereuse.

## Discographie

### EP
| Titre   | Année | Meilleure position | Meilleure position | Meilleure position | Meilleure position | Ventes             | Certifications     |
| Titre   | Année | FRA ,              | BEL (WAL)          | BEL (VL)           | SUI                | Ventes             | Certifications     |
| ------- | ----- | ------------------ | ------------------ | ------------------ | ------------------ | ------------------ | ------------------ |
| 16      | 2020  | 3                  | 7                  | 68                 | 34                 | - France : 100 000 | - France : Platine |
| Glow Up | 2022  | 106                | —                  | —                  | —                  |                    |                    |

### Singles
| Titre                         | Année | Meilleure position | Meilleure position | Meilleure position | Certifications   | Album     |
| Titre                         | Année | FRA                | BEL (WAL)          | SUI                | Certifications   | Album     |
| ----------------------------- | ----- | ------------------ | ------------------ | ------------------ | ---------------- | --------- |
| J'attends                     | 2019  | —                  | —                  | —                  | —                | —         |
| J'peux dead                   | 2020  | —                  | —                  | —                  | —                | —         |
| Anissa                        | 2020  | 3                  | 8                  | 73                 | France : Diamant | 16        |
| Coco                          | 2020  | 3                  | 28                 | 81                 | France : Diamant | 16        |
| 16                            | 2020  | 7                  | —                  | —                  | France : Or      | 16        |
| Réfléchir                     | 2021  | 22                 | —                  | —                  | France : Or      | 16 ou pas |
| Je t'aime de ouf              | 2021  | 4                  | 41                 | 75                 | France : Platine | 16 ou pas |
| Dans ma bulle (feat. Hatik)   | 2021  | –                  | –                  | –                  | –                | 16 ou pas |
| Ta Gow                        | 2021  | 123                | —                  | —                  | –                | —         |
| La Meilleure                  | 2022  | 52                 | —                  | —                  | –                | —         |
| Re                            | 2022  | —                  | —                  | —                  | –                | —         |
| Calle (feat. Beendo Z)        | 2022  | —                  | —                  | —                  | –                | —         |
| Poto                          | 2022  | —                  | —                  | —                  | –                | Glow Up   |
| Baby Boo (feat. Nej)          | 2022  | —                  | —                  | —                  | –                | Glow Up   |
| Terminer                      | 2024  | —                  | —                  | —                  | –                | W         |
| Comme avant (feat. Dadju)     | 2024  | 192                | —                  | —                  | –                | W         |
| Ton love (feat. Monsieur Nov) | 2024  | —                  | —                  | —                  | –                | W         |
| Dans tes bras                 | 2025  | 96                 | —                  | —                  | –                | –         |
| Ghali                         | 2025  | –                  | –                  | –                  | –                | –         |

### Collaborations
- 2020 : 
  - Trahison de Larsé feat. Wejdene
  - Le Pouvoir des fleurs 2020 (Tous unis au profit de l'Institut Pasteur)[50]
  - Loin de tout  de Jul feat. Wejdene Platine[12]
- 2021 : 
  - Chiron de Naps feat. Wejdene
- 2022 :
  - Gang gang de S-Pion feat. Wejdene
  - Le sang de Kalash feat. Rvssian et Wejdene
- 2023 : 
  - Train de vie de Heuss l'Enfoiré feat. Wejdene

## Émissions de télévision
- 2021 : Saison 11 de Danse avec les stars sur TF1 : candidate[51],[52].
- 2023 : Saison 9 de The Voice Kids sur TF1 : co-coach de Kendji Girac

## Distinctions
| Année | Organisateur(s)  | Prix                                    | Nommé(s)  | Résultat   |
| ----- | ---------------- | --------------------------------------- | --------- | ---------- |
| 2020  | NRJ Music Awards | Révélation francophone de l'année       | Elle-même | Nomination |
| 2020  | NRJ Music Awards | Artiste féminine francophone de l'année | Elle-même | Nomination |
| 2021  | NRJ Music Awards | Artiste féminine francophone de l'année | Elle-même | Nomination |